# Carangolia mandibularis
Carangolia mandibularis är en kräftdjursart som beskrevs av J. L. Barnard 1961. Carangolia mandibularis ingår i släktet Carangolia och familjen Urothoidae. Inga underarter finns listade i Catalogue of Life.